# Naturalista

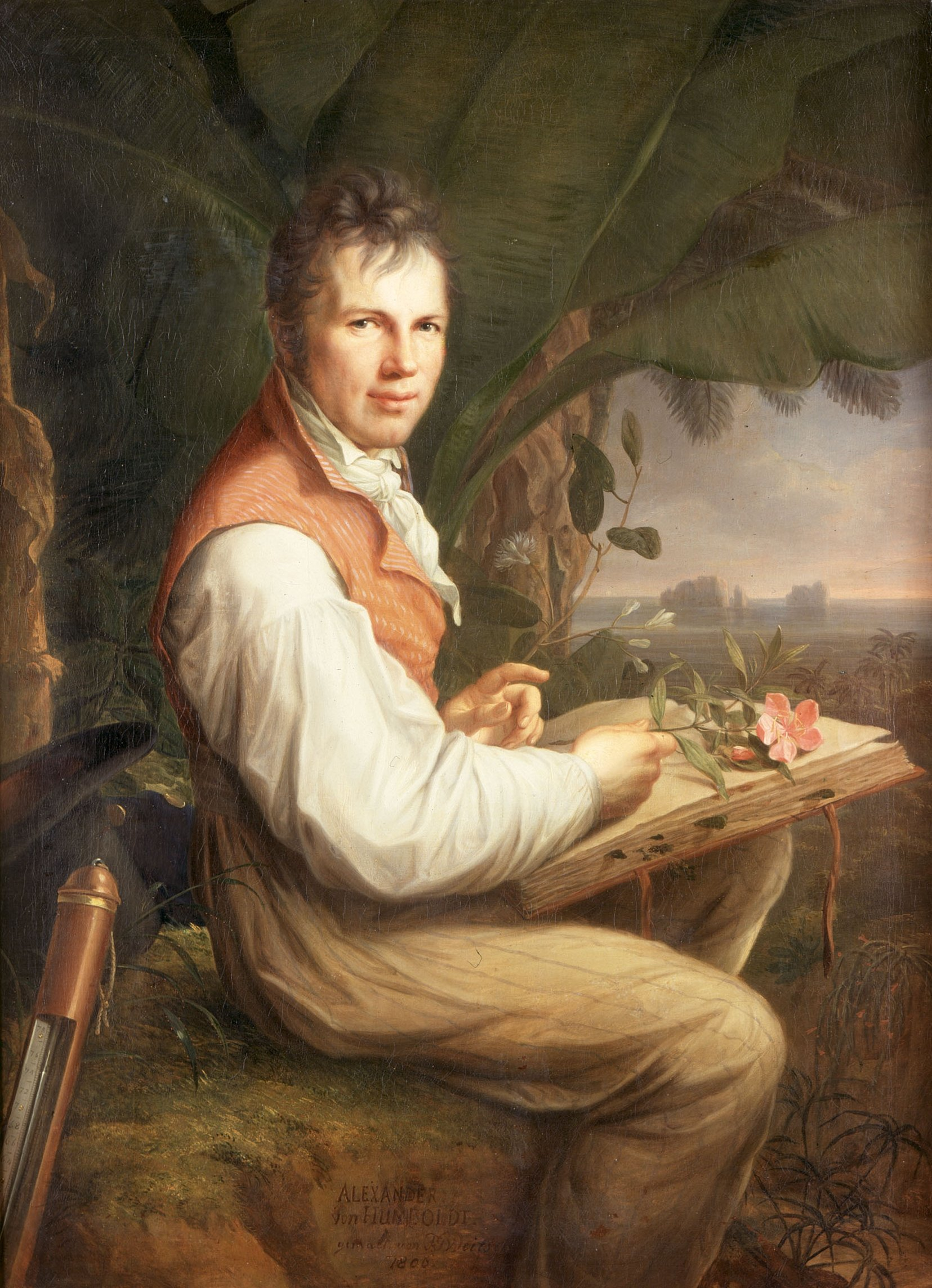
Retrato de Alexander von Humboldt

Un naturalista es un científico o un entusiasta ilustrado que practica las ciencias naturales, en particular la botánica, la zoología, la mineralogía e incluso la astronomía. El adjetivo naturalista califica a una persona, un grupo (asociación, sociedad científica) o una actividad (senderismo, exploración, dibujo).
Dependiendo de cómo y dónde trabaja, el naturalista puede ser llamado «naturalista de campo» (que explora, hace prospección, minería, inventariado, muestreo o captura de imágenes), «de laboratorio» (que estudia, compara, cuantifica, experimenta, analiza, demuestra, describe), «de recolección» (que acondiciona, conserva, clasifica, tipifica), «de preservación» (que monitorea, administra, protege ambientes naturales) y «de medición» (que valora, explica, exhibe investiga, colecta, escribe libros, hace películas u otras herramientas de comunicación).
La palabra «naturalista» también designa en ocasiones al taxidermista que practica la naturalización de animales, por ejemplo, para exhibirlos en un museo de historia natural.

## Historia del término

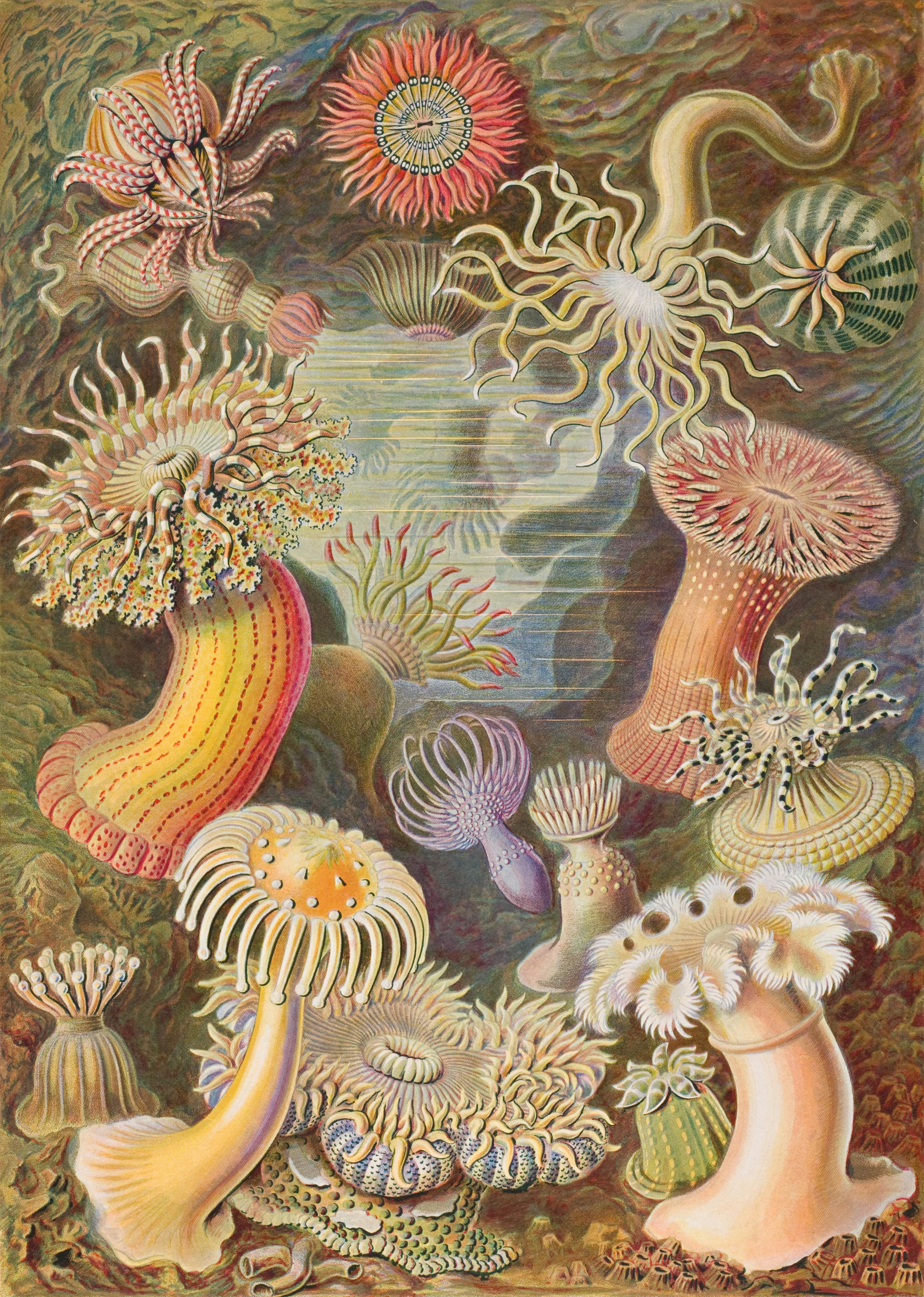
Anémonas de mar, dibujos de Ernst Haeckel (extraída de Kunstformen der Natur de 1904)

Este término apareció en 1527 del latín naturalis y el sufijo -ista. A partir de ese momento, designó al especialista en historia natural (ciencias naturales), pero también a la persona que sigue sus instintos naturales. También se llamó naturalista, en el siglo XVIII y principios del siguiente, a la persona que recogía especímenes, ya fuera como parte de una expedición científica o por su propia cuenta, como fue el caso, por ejemplo, de Charles Darwin. También se aplicaba, por extensión, a las personas que comerciaban con especímenes naturales.
El término fue ampliamente utilizado hasta el siglo XIX, antes de ser reemplazado gradualmente por los términos específicos de cada una de las diferentes disciplinas. También fue usado en el siglo XX, y aún hoy sirve para designar, en general, a un aficionado o especialista en ciencias naturales. En un dictamen e informe del Consejo Económico y Social de Francia (CES) de finales de 2007 titulado: «Naturaleza en la ciudad: biodiversidad y urbanismo», el CES define a los naturalistas como «profesionales (investigadores, ingenieros y técnicos) y aficionados (miembros de asociaciones) con conocimientos científicos en biología y ecología». Dada la especialización de los naturalistas, hoy se han convertido en un grupo necesariamente heterogéneo, pero que «tienen en común compartir el mismo cuerpo de conocimientos y experiencias que les hacen percibir la complejidad de la naturaleza y de la vida». Debido a la falta de ecologistas, «las misiones de inventario, la recopilación de información sobre el terreno, la gestión, la sensibilización e información pública» se transfieren a estos naturalistas que «son, por tanto, los socios privilegiados para cualquier reflexión sobre la naturaleza y la biodiversidad». Varios naturalistas se involucran en proyectos de conservación o gestión de espacios naturales y especies, y toman partido en las controversias como «ciudadanos informados», agrega el relator del informe, Bernard Reygrobellet.